# Beuvezin
Beuvezin – miejscowość i gmina we Francji, w regionie Grand Est, w departamencie Meurthe i Mozela.
Według danych na rok 1990 gminę zamieszkiwało 126 osób, a gęstość zaludnienia wynosiła 16 osób/km² (wśród 2335 gmin Lotaryngii Beuvezin plasuje się na 919. miejscu pod względem liczby ludności, natomiast pod względem powierzchni na miejscu 755.).